# Darwinia wittwerorum
Darwinia wittwerorum là một loài thực vật có hoa trong Họ Đào kim nương. Loài này được N.G.Marchant & Keighery mô tả khoa học đầu tiên năm 1980.